# Plavání na otevřené vodě na mistrovství Evropy v plaveckých sportech
Závody mistrovství Evropy v plavání na otevřené vodě se pořadájí od roku 1989 samostatně nebo v rámci mistrovství Evropy v plaveckých sportech.

## Medailová bilance v plavání na otevřené vodě (1989–2022)
| Pořadí | Stát                     |       | Muži    | Muži  | Muži  |         | Ženy  | Ženy  | Ženy    |       | Štafeta | Štafeta | Štafeta |  | Muži + Ženy + Štafeta | Muži + Ženy + Štafeta | Muži + Ženy + Štafeta | Celkem | První medaile |
| Pořadí | Stát                     | Zlato | Stříbro | Bronz | Zlato | Stříbro | Bronz | Zlato | Stříbro | Bronz | Zlato   | Stříbro | Bronz   |  |                       |                       |                       | Celkem | První medaile |
| ------ | ------------------------ | ----- | ------- | ----- | ----- | ------- | ----- | ----- | ------- | ----- | ------- | ------- | ------- |  | --------------------- | --------------------- | --------------------- | ------ | ------------- |
| 1.     | Itálie (ITA)             |       | 15      | 12    | 16    |         | 12    | 10    | 14      |       | 6       | 1       | 0       |  | 33                    | 23                    | 30                    | 86     | 1991          |
| 2.     | Německo (GER)            |       | 7       | 10    | 7     |         | 13    | 11    | 9       |       | 0       | 4       | 3       |  | 20                    | 25                    | 19                    | 64     | 1991          |
| 3.     | Rusko (RUS)              |       | 12      | 10    | 5     |         | 4     | 4     | 3       |       | 0       | 1       | 1       |  | 16                    | 15                    | 9                     | 40     | 1995          |
| 4.     | Nizozemsko (NED)         |       | 3       | 2     | 2     |         | 9     | 7     | 4       |       | 2       | 0       | 0       |  | 14                    | 9                     | 6                     | 29     | 1989          |
| 5.     | Francie (FRA)            |       | 5       | 8     | 9     |         | 3     | 2     | 4       |       | 0       | 0       | 3       |  | 8                     | 10                    | 16                    | 34     | 1993          |
| 6.     | Maďarsko (HUN)           |       | 2       | 1     | 1     |         | 4     | 4     | 2       |       | 0       | 1       | 2       |  | 6                     | 6                     | 5                     | 17     | 1989          |
| 7.     | Řecko (GRE)              |       | 1       | 0     | 1     |         | 0     | 2     | 1       |       | 1       | 2       | 0       |  | 2                     | 4                     | 2                     | 8      | 2008          |
| 8.     | Spojené království (GBR) |       | 1       | 2     | 1     |         | 1     | 0     | 0       |       | 0       | 0       | 0       |  | 2                     | 2                     | 1                     | 5      | 2004          |
| 9.     | Slovinsko (SLO)          |       | 2       | 0     | 0     |         | 0     | 0     | 1       |       | 0       | 0       | 0       |  | 2                     | 0                     | 1                     | 3      | 1989          |
| 10.    | Španělsko (ESP)          |       | 0       | 2     | 2     |         | 1     | 4     | 2       |       | 0       | 0       | 0       |  | 1                     | 6                     | 4                     | 11     | 2000          |
| 11.    | Česko (CZE)              |       | 0       | 2     | 1     |         | 1     | 2     | 8       |       | 0       | 0       | 0       |  | 1                     | 4                     | 9                     | 14     | 1989          |
| 12.    | Švýcarsko (SUI)          |       | 0       | 0     | 1     |         | 1     | 2     | 0       |       | 0       | 0       | 0       |  | 1                     | 2                     | 1                     | 4      | 1991          |
| 13.    | Bulharsko (BUL)          |       | 1       | 1     | 1     |         | 0     | 0     | 1       |       | 0       | 0       | 0       |  | 1                     | 1                     | 2                     | 4      | 2004          |
| 14.    | Chorvatsko (CRO)         |       | 0       | 0     | 1     |         | 1     | 1     | 0       |       | 0       | 0       | 0       |  | 1                     | 1                     | 1                     | 3      | 1989          |
| 15.    | Belgie (BEL)             |       | 1       | 0     | 0     |         | 0     | 0     | 1       |       | 0       | 0       | 0       |  | 1                     | 0                     | 1                     | 2      | 1989          |
| 16.    | Ukrajina (UKR)           |       | 0       | 0     | 1     |         | 1     | 0     | 0       |       | 0       | 0       | 0       |  | 1                     | 0                     | 1                     | 2      | 2011          |
| 17.    | Portugalsko (POR)        |       | 0       | 1     | 0     |         | 0     | 0     | 1       |       | 0       | 0       | 0       |  | 0                     | 1                     | 1                     | 2      | 2012          |
| 18.    | Izrael (ISR)             |       | 0       | 0     | 1     |         | 0     | 0     | 0       |       | 0       | 0       | 0       |  | 0                     | 0                     | 1                     | 1      | 2011          |
| Celkem | Celkem                   |       | 50      | 51    | 50    |         | 51    | 49    | 51      |       | 9       | 9       | 9       |  | 110                   | 109                   | 110                   | 329    |               |

### Zaniklé státy
- Medaile zaniklých států jsou rozděleny podle klíče, ve které svazové (federativní) republice se medailista připravoval. Nikoliv podle národnosti. Medaile ze štafet jsou rozděleny nástupnickým zemím.

| Pořadí | Stát                 |       | Muži    | Muži  | Muži  |         | Ženy  | Ženy  | Ženy    |       | Štafeta | Štafeta | Štafeta |  | Muži + Ženy + Štafeta | Muži + Ženy + Štafeta | Muži + Ženy + Štafeta | Celkem |
| Pořadí | Stát                 | Zlato | Stříbro | Bronz | Zlato | Stříbro | Bronz | Zlato | Stříbro | Bronz | Zlato   | Stříbro | Bronz   |  |                       |                       |                       | Celkem |
| ------ | -------------------- | ----- | ------- | ----- | ----- | ------- | ----- | ----- | ------- | ----- | ------- | ------- | ------- |  | --------------------- | --------------------- | --------------------- | ------ |
| 1.     | Jugoslávie (YUG)     |       | 2       | 0     | 1     |         | 1     | 1     | 1       |       | 0       | 0       | 0       |  | 3                     | 1                     | 2                     | 6      |
| 2.     | Československo (TCH) |       | 0       | 2     | 0     |         | 0     | 1     | 0       |       | 0       | 0       | 0       |  | 0                     | 3                     | 0                     | 3      |

## Medailisté
- Tabulky jsou řazeny s preferencí podle individuálních medailí.

### Česko
| Pořadí | Jméno             | Ročník | Období    | Individuální | Individuální | Individuální |       | Dohromady se štafetou | Dohromady se štafetou | Dohromady se štafetou | Celkem |
| Pořadí | Jméno             | Ročník | Období    | Zlato        | Stříbro      | Bronz        | Zlato | Stříbro               | Bronz                 |                       | Celkem |
| ------ | ----------------- | ------ | --------- | ------------ | ------------ | ------------ | ----- | --------------------- | --------------------- | --------------------- | ------ |
| 1.     | Olga Šplíchalová  | 1975   | 1993      | 1            | 0            | 0            |       | 1                     | 0                     | 0                     | 1      |
| 2.     | Jana Pechanová    | 1981   | 2000–2012 | 0            | 1            | 6            |       | 0                     | 1                     | 6                     | 7      |
| 3.     | Yvetta Hlaváčová  | 1975   | 1991–1995 | 0            | 1            | 1            |       | 0                     | 1                     | 1                     | 2      |
| 4.     | Jaromír Henyš ml. | 1967   | 1989      | 0            | 1            | 0            |       | 0                     | 1                     | 0                     | 1      |
| 4.     | Michal Špaček     | 1973   | 1989      | 0            | 1            | 0            |       | 0                     | 1                     | 0                     | 1      |
| 6.     | Aleš Havránek     | 1974   | 1993      | 0            | 0            | 1            |       | 0                     | 0                     | 1                     | 1      |
| 6.     | Eva Nováková      | 1977   | 1993      | 0            | 0            | 1            |       | 0                     | 0                     | 1                     | 1      |